# Палуй (река)
Палуй — река в России, протекает в Подосиновском и Лузском районах Кировской области. Устье реки находится в 61 км по левому берегу реки Луза. Длина реки составляет 14 км.
Исток реки находится в лесном массиве в 13 км к юго-западу от города Луза. Исток находится в Подосиновском районе близ границы с Вологодской областью среди холмов Северных Увалов. Река течёт в верхнем течении на северо-восток, в нижнем — на север. Вскоре после истока перетекает в Лузский район. Притоки — Субботишка, Самеонка (левые); Топоровица (правый). Верхнее течение проходит по ненаселённому лесному массиву, в среднем и нижнем течении протекает деревни Починок Климшин, Осиновая Слободка, Иваново, Васильева Гора. Впадает в Лузу у села Каравайково. Ширина реки на всём протяжении не превышает 10 м.

## Данные водного реестра
По данным государственного водного реестра России и геоинформационной системы водохозяйственного районирования территории РФ, подготовленной Федеральным агентством водных ресурсов:
- Бассейновый округ — Двинско-Печорский
- Речной бассейн — Северная Двина
- Речной подбассейн — Малая Северная Двина
- Водохозяйственный участок — Юг
- Код водного объекта — 03020100212103000013263